# Asilisaure
L'asilisaure (Asilisaurus, 'ancestre dels llangardaixos' del suahili asili, 'ancestre' o 'fundació'; i del grec, σαυρος/sauros, 'llangardaix') és un gènere extint d'arcosaure silesàurid. És l'arcosaure de la línia aviana més antic. Les seves restes fòssils van ser trobades a Tanzània i daten de l'estatge Anisià del Triàsic mitjà. Fou descrit a la revista Nature. És el primer exemple d'una radiació de la línia dels ocells durant l'Anisià, fins aquest descobriment la diversificació dels arcosaures durant aquest temps només estava documentada pels arcosaures de la línia dels cocodrils. És el primer dinosauriform no dinosaure recol·lectat a l'Àfrica.